# Compra-cruzada
A compra-cruzada (do inglês Cross-buy), licença-cruzada, compra-multiplataforma, é um recurso em alguns sistemas de distribuição digital (plataformas de conteúdo de dispositivos), onde os usuários compra uma licença digital para um conteúdo digital  específico que pode ser em diferentes tipos de dispositivos sem custo adicional. Ou seja, o usuário compra um conteúdo digital para um determinado dispositivo, mas este pode ser baixado gratuitamente em outros dispositivos compatíveis.
O termo está associado principalmente à distribuição digital de jogos eletrônicos, onde a compra cruzada pode se estender entre um console de videogame e um console portátil ou entre um console e um computador pessoal.

## Exemplos
A empresa Sony Interactive Entertainment introduziu a compra cruzada nas plataformas de jogos PlayStation em agosto de 2012: os usuários que compraram títulos selecionados do PlayStation 3 obteriam versões para o console portátil PlayStation Vita sem custo adicional. A iniciativa foi posteriormente estendida para incluir o PlayStation 4 e o PlayStation 5.
A Microsoft revelou em 2016 o esquema semelhante a ser usado no Xbox Play Anywhere, aplicável a compras digitais de jogos eletrônicos na Microsoft Store no Windows 10, Xbox One e Xbox Series X/S anexados à mesma conta. Isso também inclui sincronização de conteúdo, como salvamentos e conquistas, entre todas as plataformas. Esse arranjo não era usado em títulos de terceiros, mas Resident Evil 7: Biohazard se tornou o primeiro título de terceiros a oferecer suporte ao Play Anywhere.
A Oculus (divisão da Meta Platforms) tem um conceito semelhante de compra cruzada para experiências de Realidade Virtual (VR) compradas na plataforma Oculus PC VR para os dispositivos Rift e Rift S. PC VR Experiences que apareceram subseqüentemente para os dispositivos independentes Quest e Quest 2 podem ser disponibilizados para consumidores para os dois sem ter que serem comprados uma segunda vez; no entanto, a decisão de oferecer suporte à compra cruzada é dos desenvolvedores do jogo.